# منتخب بيلاروس لهوكي الجليد
منتخب بيلاروسيا الوطني لهوكي الجليد هو منتخب وطني يمثل بيلاروسيا في منافسات هوكي الجليد الدولية، بدأ منافساته في سنة 1992، نافس في بطولة العالم لهوكي الجليد 20 مرة، كما نافس في الألعاب الأولمبية الشتوية 3 مرات، يحتل حالياً التصنيف الرابع عشر على العالم.